# Gary Gilmore
Gary Mark Gilmore (ur. 4 grudnia 1940, zm. 17 stycznia 1977) – pierwsza osoba stracona w USA po przywróceniu kary śmierci w tym kraju w roku 1976. Gilmore został skazany na najwyższy wymiar kary za zabójstwo pracownika stacji benzynowej Maxa Jensena w Orem w stanie Utah oraz za zabójstwo hotelarza Bena Bushnella w Provo w stanie Utah.
Sąd Najwyższy USA uznał w roku 1972 niektóre sposoby orzekania kary śmierci za niezgodne z konstytucją (Furman v. Georgia), lecz 2 lipca 1976 roku zatwierdził nowe systemy zmodyfikowane przez stany po wcześniejszym orzeczeniu (Gregg v. Georgia).
Sam Gilmore chciał być straconym (w USA nazywa się to voluntary execution – ochotnicza egzekucja). Jednocześnie trzykrotnie usiłował popełnić samobójstwo, przez co data jego egzekucji była odraczana trzy razy.
W końcu 17 stycznia 1977 roku Gilmore został poprowadzony do celi śmierci. Ówczesne prawo stanu Utah dawało skazańcom możliwość wyboru między powieszeniem, a rozstrzelaniem (większość wybierała tę drugą opcję). Gilmore też został rozstrzelany. Ostatnim posiłkiem skazanego był stek, ziemniaki, mleko i kawa. Jego ostatnie słowa brzmiały let’s do it! (zróbmy to!).
Historia Gary’ego Gilmore’a jest tematem powieści Normana Mailera „Pieśń kata”.
Następny stracony w USA na mocy nowego prawa, John Spenkelink na Florydzie nie został stracony na własne życzenie. Po wznowieniu wykonywania kary śmierci w USA w 1976 roku tylko 3 skazańców zostało straconych przez rozstrzelanie. Ostatnim był Ronnie Lee Gardner, stracony w 2010 roku w stanie Utah.